# Why Man Creates
Pour plus de détails, voir Fiche technique et Distribution.
Why Man Creates est un court métrage américain réalisé par Saul Bass et sorti en 1968.
Il a remporté l'Oscar du meilleur court métrage documentaire en 1969.

## Synopsis
Le film est un mélange d'animation, de photographies et de vignettes qui offre une perspective historique de la créativité à travers les âges.

## Fiche technique
- Titre original : Why Man Creates
- Réalisation  : Saul Bass
- Scénario : Saul Bass,  Mayo Simon
- Production :  Saul Bass & Associates
- Distribution : Pyramid Media
- Musique : Jeff Alexander
- Image : Erik Daarstad
- Opérateur : George Lucas (non crédité)
- Animateur : Art Goodman
- Montage : Kent MacKenzie, Albert Nalpas, Cliffe Oland
- Durée : 29 minutes
- Date de sortie : 1968

## Distinctions
- Oscar du meilleur court métrage documentaire en 1969
- Inscrit au National Film Preservation Board en 2002